# Droga krajowa B421 (Niemcy)
Droga krajowa 421 (niem. Bundesstraße 421) – niemiecka droga krajowa przebiegająca na osi północny zachód - południowy wschód z Losheim na granicy z Holandią do skrzyżowania z B41 w Simmertal w Nadrenii-Palatynacie.

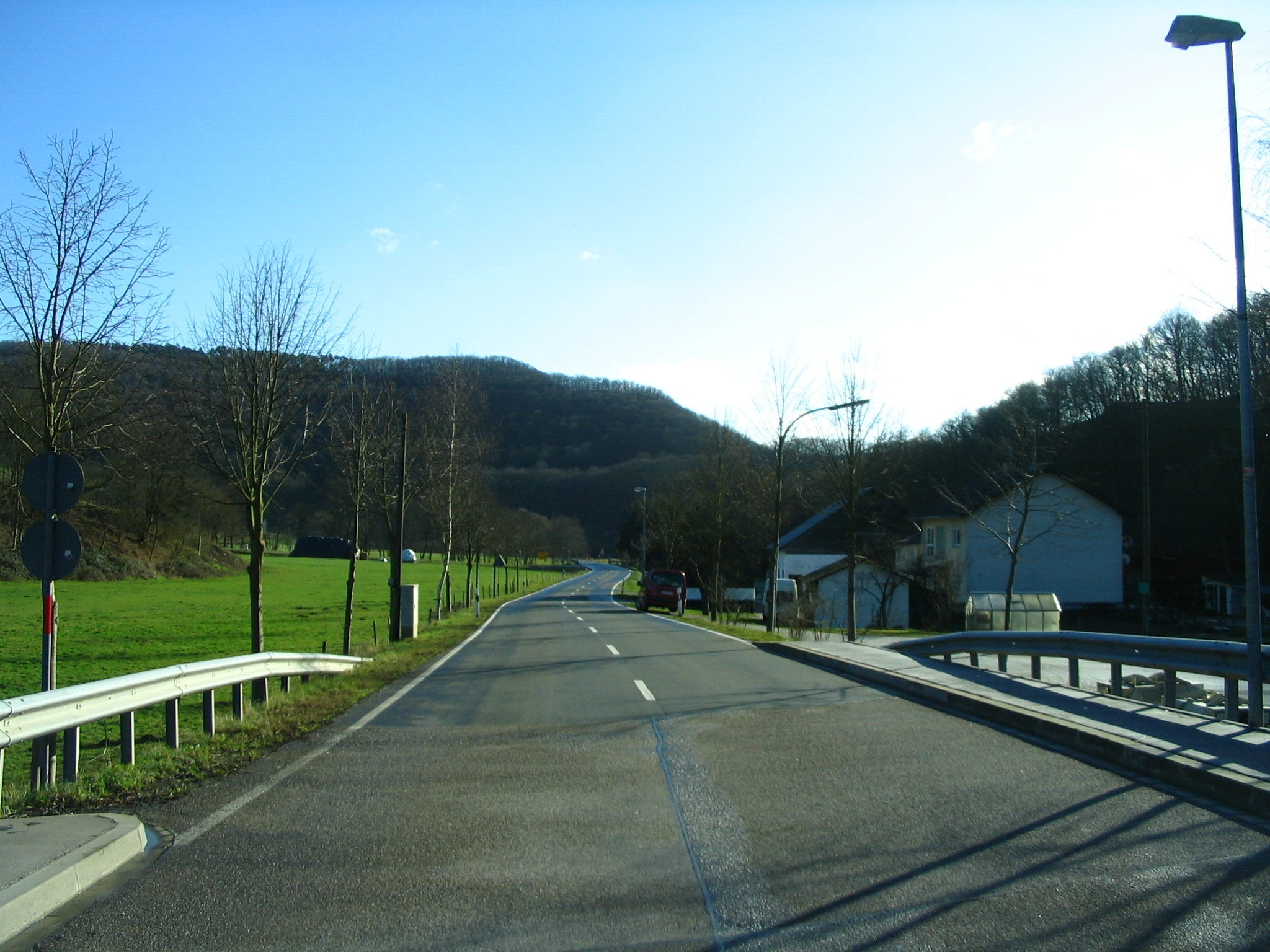
B421 w Königsau